# Gorgadji
Gorgadji là một tổng thuộc  Séno (tỉnh) ở phía bắc  Burkina Faso. Thủ phủ là thị xã Gorgadji. Dân số năm 2006 là 30.630 người.

## Các thị xã và làng xã
Bangataka, Bangataka-Lere, Bouloye-Siguidi, Boundougnoudji, Demniol, Diobbou, Gorouol-Galole, Guide, Lelly, Lere, Oulfou-Alfa, Peteguerse, Tadjo, Tiekaledji và Tonga.